# Stratos Apostolakis
Efstràtios «Stratos» Apostolakis (grec: Στράτος Αποστολάκης) (17 de maig de 1964) és un exfutbolista grec de la dècada de 1990.
Fou 96 cops internacional amb la selecció grega.
Pel que fa a clubs, defensà els colors de l'Olympiakos FC i el Panathinaikos FC.